# Paraplectana walleri
Paraplectana walleri là một loài nhện trong họ Araneidae.
Loài này thuộc chi Paraplectana. Paraplectana walleri được John Blackwall miêu tả năm 1865.